# Die Finals – Hannover 2026
Die Finals – Hannover 2026 ist die sechste Ausgabe des Multisportevents „Die Finals“, bei dem die Deutschen Meisterschaften in verschiedenen Sportarten gleichzeitig ausgetragen werden. Sie sind vom 23. bis zum 26. Juli 2026 in Hannover geplant.

## Sportarten und Wettkampfstätten
Bei den Finals 2026 in Hannover sind viele Sportarten aus den vergangenen Jahren mit dabei. Zudem sind sechs neue Disziplinen dabei: Beachvolleyball, Gewichtheben, Ju-Jutsu, Rapid Surfing, Speed-Windsurfen und Wasserball.
Die Wettkämpfe in der Leichtathletik sind in dieser Ausgabe nicht Teil der Finals, sondern werden wieder in einem eigenständigen Format umgesetzt. Die Deutsche Leichtathletik-Meisterschaften 2026 finden in Bochum-Wattenscheid statt.
Dafür kehrt Schwimmen als Disziplin zu den Finals zurück. Die Wettkämpfe finden dabei auch erstmals, nicht wie bei den anderen Ausgaben separat in Berlin, sondern auch in der eigentlichen Gastgeberstadt Hannover statt.
| Wettkampfstätte          | Sportart                       |
| ------------------------ | ------------------------------ |
| Gilde Parkbühne          | Sportklettern (Speed-Klettern) |
| Leinewelle               | Rapid Surfing                  |
| Maschsee                 | Kanusport (Sprint & Polo)      |
| Maschsee                 | Stand-up-Paddling              |
| Opernplatz               | Beachvolleyball                |
| Platz der Menschenrechte | 3×3-Basketball                 |
| Platz der Menschenrechte | Bogenschießen                  |
| Bristolweg (Rathaus)     | Breaking                       |
| Bristolweg (Rathaus)     | BMX                            |
| Stadionbad               | Schwimmen                      |
| Stadionbad               | Wasserball                     |
| Steinhuder Meer          | Triathlon                      |
| Steinhuder Meer          | Küstenrudern                   |
| Steinhuder Meer          | Segeln                         |
| Steinhuder Meer          | Windsurfen (Speed)             |
| Swiss Life Hall          | Gewichtheben                   |
| Swiss Life Hall          | Ju-Jutsu                       |
| Swiss Life Hall          | Judo                           |
| Swiss Life Hall          | Karate                         |
| ZAG Arena                | Gerätturnen                    |
| ZAG Arena                | Rhythmische Sportgymnastik     |
| ZAG Arena                | Trampolinturnen                |